# Aitchelitch Indian Reserve 9
Aitchelitch Indian Reserve 9 är ett reservat i Kanada.   Det ligger i provinsen British Columbia, i den södra delen av landet, 3 500 km väster om huvudstaden Ottawa.
I omgivningarna runt Aitchelitch Indian Reserve 9 växer i huvudsak blandskog. Runt Aitchelitch Indian Reserve 9 är det mycket glesbefolkat, med 7 invånare per kvadratkilometer.